# Skua Terrace
Skua Terrace är en platå i Antarktis. Den ligger i Sydorkneyöarna. Argentina och Storbritannien gör anspråk på området.